# Пожар в клубе НКГБ

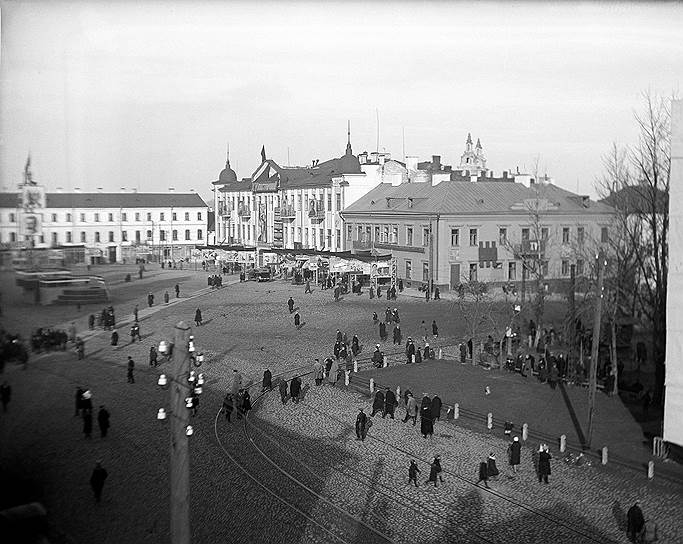
Место трагедии

Пожар в клубе НКГБ — один из крупнейших в истории Белоруссии пожаров, который произошел в ночь 3 января 1946 года в минском клубе НКГБ. В результате трагедии погибло, по официальным оценкам, 27 человек, по неофициальным — до нескольких сотен.

## Перед пожаром
В конце декабря 1945 года в уцелевшем после войны здании Гостиного двора на Площади Свободы шла подготовка к новогоднему празднику. Была установлена большая ёлка, украшенная гирляндами и ватой. Но в ночь с 31 декабря на 1 января празднование не состоялось из-за отсутствия электричества. Свет обещали дать только 3 января, на этот день и был назначен бал-маскарад.
Билеты на бал распределялись горкомом комсомола, преимущественно их получили отличники учебы, активисты и дети чиновников. Развлекать публику должны были известные белорусские артисты и оркестр Белорусского военного округа. В день мероприятия вход происходил исключительно по пригласительным билетам.
Перед главным залом на третьем этаже была оборудована «комната сказок». Гостей встречали артисты в костюмах. Многие украшения были сделаны из легковоспламеняющихся материалов, бумаги и ваты.
Клуб НКГБ располагался по соседству с Комиссией по расследованию злодеяний немецко-фашистских захватчиков и их пособников. Во время оккупации в этом здании находилось гестапо, весь архив которого после освобождения Минска остался здесь. Именно с этими документами работали в Комиссии. Вход в эту часть здания был закрыт и находился под усиленной охраной. Кроме этого, в подвалах здания находились камеры, в которых содержались пленные немцы, находившиеся под следствием.
Всего перед пожаром в клубе собралось более 500 человек.

## Пожар
Праздничное мероприятие проходило согласно плану. В главный момент праздника, когда должна была включиться гирлянда, загорелась ёлка. Пламя быстро перекинулось на фигуру Деда Мороза, которая была набита ватой, и на другие предметы интерьера. Через несколько минут горело все помещение. Гости побежали к лестнице, ведущей на улицу, однако там тоже было пламя. Очевидцы вспоминали, что именно в «комнате сказок», которая находилась перед главной залом, начался пожар. Пробиться через неё к выходу была невозможно, а лестница между этажами была закрыта на замок. Люди оказались в ловушке. Разбив окна, люди начали прыгать с третьего этажа. Некоторые сумели пробраться на чердак, они спускались оттуда по водосточной трубе. Но через некоторое время труба не выдержала веса людей. Еще часть людей спаслась, пробиваясь через заваленный вещами «черный ход».

## Последствия
По официальным данным погибло 27 человек, по неофициальным — до двухсот. Людей, погибших от ран и от падения с высоты, хоронили отдельно; тех, кто сгорел заживо в главном зале клуба, похоронили в двух больших цинковых гробах на Военном кладбище Минска.
4 января 1946 года в Минске состоялось экстренное заседание ЦК КП(б)Б. Присутствовали руководитель коммунистической партии Белоруссии Пантелеймон Пономаренко, начальник республиканского НКГБ Лаврентий Цанава, народный комиссар НКВД Сергей Бельченко и другие руководители республики. Пожар был оценён как «чрезвычайное происшествие, которое имеет политический характер». По итогам заседания пришли к выводу, что в нарушение элементарных правил безопасности в фойе клуба, где возник пожар, было разрешено разместить кинопередвижки и коробку с кинофильмами, что явилось причиной быстрого распространения пламени по зданию.
Директор клуба НКГБ получил 6 лет тюрьмы. Комендант здания, где в том числе погибла и его дочь, был арестован, но вскоре освобождён.